# عروس آلبومی
اصطلاح عروس آلبومی (به انگلیسی: Picture Bride) به نوعی ازدواج غیابی اشاره دارد که بین کارگران مهاجر (عمدتا ژاپنی، اوکیناوا و کره‌ای) در هاوایی، ساحل غربی ایالات متحده و کانادا در اوایل قرن بیستم رواج داشت. در این روش، ازدواج صرفا از طریق توصیه‌های خانوادگی و ارسال آلبوم عکس‌های نامزدهای احتمالی صورت می‌گرفت. این پدیده، شکلی کوتاه شده از روند خواستگاری سنتی است و از جهاتی شبیه به مفهوم عروس سفارشی است.
بین سال‌های ۱۹۰۷ تا ۱۹۲۰، به واسطه توافق‌نامه‌ای میان دولت‌های ژاپن و ایالات متحده، ورود کارگران مهاجر ژاپنی به همراه خانواده به ایالات متحده آمریکا ممنوع بود. به همین دلیل مهاجران ژاپنی تا زمان تغییر قوانین، از روی اجبار به این روش تن داده بودند.

## انگیزه‌های کارگران
در اواخر قرن نوزدهم، گروهی از مردان ژاپنی، اوکیناوا و کره‌ای به عنوان نیروی کار ارزان به هاوایی سفر کردند تا در مزارع نیشکر کار کنند. برخی به کار خود در سرزمین اصلی ایالات متحده ادامه دادند. این افراد در ابتدا قصد داشتند کار مزرعه را ترک کنند و پس از چند سال یا پایان قرارداد به خانه برگردند. بین سال‌های ۱۸۸۶ و ۱۹۲۴، حدود نیمی از مهاجران ژاپنی (بیش از ۱۱۳ هزار نفر) به کشورشان بازگشتند. با این حال، بسیاری از آنان پول کافی برای بازگشت به میهن‌شان را نداشتند. همچنین، در سال ۱۹۰۷، توافق شفاهی ۱۹۰۷ مهاجرت کارگران از هاوایی به سرزمین اصلی ایالات متحده را ممنوع کرد. از آنجایی که این مردان با محدودیت جابجایی مواجه شده بودند، مجبور بودند به صورت دائمی در هاوایی یا سرزمین اصلی به زندگی ادامه دهند. علاوه بر تمایل بخشی از کارگران، اجبار صاحبان مزارع در هاوایی برای ازدواج کارگران (با انگیزه ایجاد زمینه برای ماندگاری بیشتر کارگران ارزان و تقویت روحیه و کارآمدی آنان) نیز در گرایش آنان به ازدواج غیابی نقشی عمده داشت.

## روند ازدواج

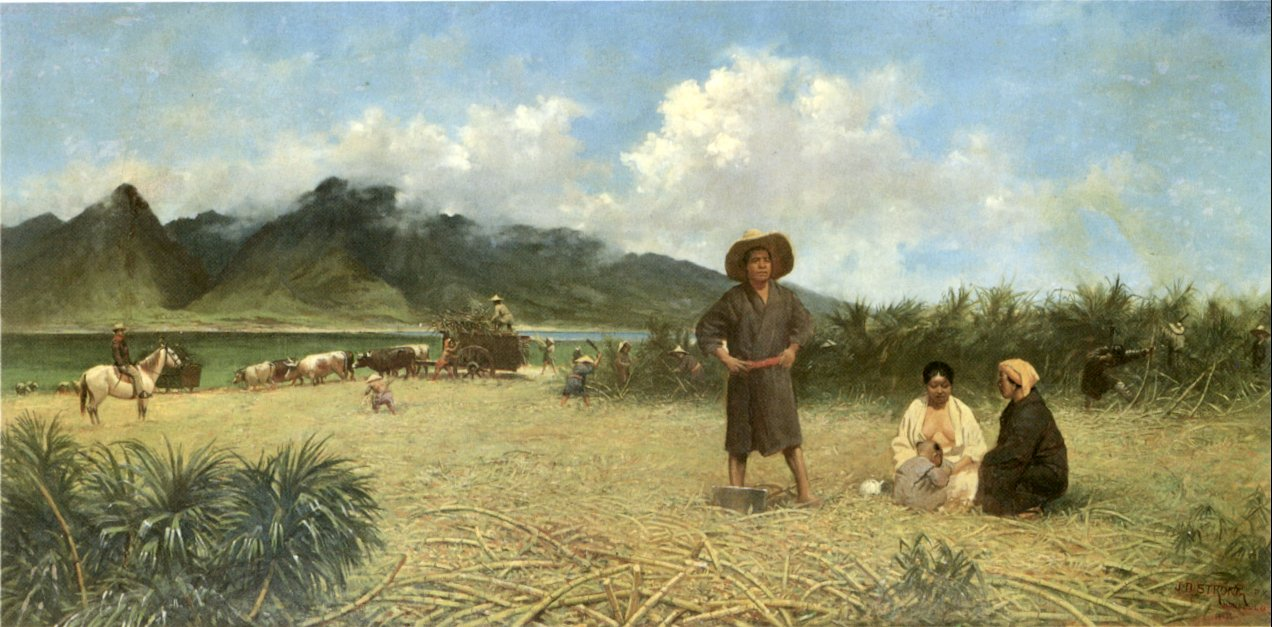
کارگران ژاپنی در مزرعه نیشکر در هاوایی در سال ۱۸۸۵، اثر جوزف دوایت استرانگ

پس از آنکه مردان مستقر در هاوایی و سرزمین اصلی ایالات متحده برای یافتن همسر آینده‌شان، عکس‌های خود را به کشور مبدأ (ژاپن، اوکیناوا و کره) می‌فرستادند، اعضای خانواده غالباً با کمک دلالان از این عکس‌ها برای یافتن همسر مناسب برای ارسال‌کنندگان، استفاده می‌کردند. در روند ازدواج آلبومی از ازدواج سنتی الگوبرداری می‌شد و در آن تمامی آداب و رسوم یک ازدواج عادی به جز حضور داماد، رعایت می‌شد. اینگونه ازدواج‌ها در ژاپن رسمی تلقی می‌شدند، بنابراین تازه‌عروسان برای دریافت مجوزهای سفر به ایالات متحده واجد شرایط می‌شدند. با این حال، این ازدواج‌ها از سوی دولت آمریکا، معتبر شناخته نمی‌شد. به همین دلیل، پس از ورود نوعروسان به آمریکا، مراسم عروسی دسته‌جمعی در اسکله یا در هتل‌ها برگزار می‌شد.

## در سینما و ادبیات
در سال ۱۹۹۵ فیلمی به همین نام به کارگردانی کیو هاتا ساخته شد. این فیلم روایتگر ماجرای مهاجرت زنی ژاپنی به نام ریو به خارج از کشور است، پس از آنکه از راه دور و با تبادل عکسش با یک کارگر مزرعه در هاوایی ازدواج کرد.
رمان یوشیکو اوچیدا، با عنوان عروس آلبومی (۱۹۸۷)، داستان یک زن ژاپنی به نام هانا اومیا را روایت می‌کند که در سال ۱۹۱۷ پس از ازدواج غیابی با روش آلبومی، با همسر جدیدش در اوکلند، کالیفرنیا زندگی می‌کند. این رمان همچنین بر تجربیات او در یک اردوگاه توقیف ژاپنی در سال ۱۹۴۳ تمرکز دارد.
قسمت پایانی مجموعه تلویزیونی ترس (۲۰۱۹)، نشان می‌دهد که یوکو پیش از مرگ و بازگشت به عنوان یک یورئی (در فولکلور ژاپنی، ارواحی هستند که برای زندگی پس از مرگ بازمی‌گردند)، یک عروس آلبومی بوده و سرنوشت غم‌انگیزی داشته است.